# Lotta ai Giochi della XXII Olimpiade
I tornei di lotta ai Giochi della XXIII Olimpiade si sono svolte dal 21 al 31 luglio 1980 al CSKA Sports Complex di Mosca, in Russia. Sono stati messi in palio 20 titoli: 10 di lotta libera e 10 di lotta greco-romana, tutti maschili.

## Nazioni partecipanati
Hanno partecipato alle competizioni 266 lottatori in rappresentanza di 35 comitati olimpici internazionali.
| - Afghanistan (8) - Algeria (3) - Australia (3) - Austria (5) - Belgio (3) - Bulgaria (20) - Camerun (6) - Cuba (10) - Cecoslovacchia (8) |  | - Danimarca (2) - Germania Est (9) - Finlandia (8) - Francia (2) - Gran Bretagna (6) - Grecia (5) - Ungheria (19) - India (6) - Iraq (9) |  | - Italia (6) - Libano (1) - Messico (2) - Mongolia (13) - Nigeria (1) - Corea del Nord (3) - Perù (2) - Polonia (20) - Romania (20) |  | - Senegal (3) - Unione Sovietica (20) - Spagna (2) - Svezia (8) - Svizzera (1) - Siria (17) - Vietnam (5) - Jugoslavia (10) |

## Podi

### Uomini
| Evento             | Oro                                    | Argento                                | Bronzo                            |
| Lotta libera       |                                        |                                        |                                   |
| 48 kg (dettagli)   | Claudio Pollio Italia                  | Jang Se-hong Corea del Nord            | Sergej Kornilaev Unione Sovietica |
| 52 kg (dettagli)   | Anatolij Beloglazov Unione Sovietica   | Władysław Stecyk Polonia               | Nermedin Selimov Bulgaria         |
| 57 kg (dettagli)   | Sergej Beloglazov Unione Sovietica     | Li Ho-pyong Corea del Nord             | Dugarsuren Quinbold Mongolia      |
| 62 kg (dettagli)   | Magomed-Gasan Abušev Unione Sovietica  | Micho Dukov Bulgaria                   | Georgios Hatziioannidis Grecia    |
| 68 kg (dettagli)   | Sajpulla Absaidov Unione Sovietica     | Ivan Jankov Bulgaria                   | Shaban Sejdiu Jugoslavia          |
| 74 kg (dettagli)   | Valentin Rajčev Bulgaria               | Jamtsying Davaajav Mongolia            | Dan Karabin Cecoslovacchia        |
| 82 kg (dettagli)   | Ismail Abilov Bulgaria                 | Magomedkhan Aratsilov Unione Sovietica | István Kovács Ungheria            |
| 90 kg (dettagli)   | Sanasar Oganisjan Unione Sovietica     | Uwe Neupert Germania Est               | Aleksander Cichoń Polonia         |
| 100 kg (dettagli)  | Ilija Mate Unione Sovietica            | Slavčo Červenkov Bulgaria              | Július Strnisko Cecoslovacchia    |
| +100 kg (dettagli) | Soslan Andiev Unione Sovietica         | József Balla Ungheria                  | Adam Sandurski Polonia            |
| Lotta greco-romana |                                        |                                        |                                   |
| 48 kg (dettagli)   | Žaqsylyq Üškempirov Unione Sovietica   | Constantin Alexandru Romania           | Ferenc Seres Ungheria             |
| 52 kg (dettagli)   | Vachtang Blagidze Unione Sovietica     | Lajos Rácz Ungheria                    | Mladen Mladenov Bulgaria          |
| 57 kg (dettagli)   | Šamil' Serikov Unione Sovietica        | Józef Lipień Polonia                   | Benni Ljungbeck Svezia            |
| 62 kg (dettagli)   | Stelios Mygiakīs Grecia                | István Tóth Ungheria                   | Boris Kramarenko Unione Sovietica |
| 68 kg (dettagli)   | Ștefan Rusu Romania                    | Andrzej Supron Polonia                 | Lars-Erik Skiöld Svezia           |
| 74 kg (dettagli)   | Ferenc Kocsis Ungheria                 | Anatolij Bykov Unione Sovietica        | Mikko Huhtala Finlandia           |
| 82 kg (dettagli)   | Gennadij Korban Unione Sovietica       | Jan Dołgowicz Polonia                  | Pavel Pavlov Bulgaria             |
| 90 kg (dettagli)   | Norbert Növényi Ungheria               | Ihar Kanyhin Unione Sovietica          | Petre Dicu Romania                |
| 100 kg (dettagli)  | Georgi Rajkov Bulgaria                 | Roman Bierła Polonia                   | Vasile Andrei Romania             |
| +100 kg (dettagli) | Oleksandr Kolčyns'kyj Unione Sovietica | Aleksandăr Tomov Bulgaria              | Hassan Bchara Libano              |

## Medagliere

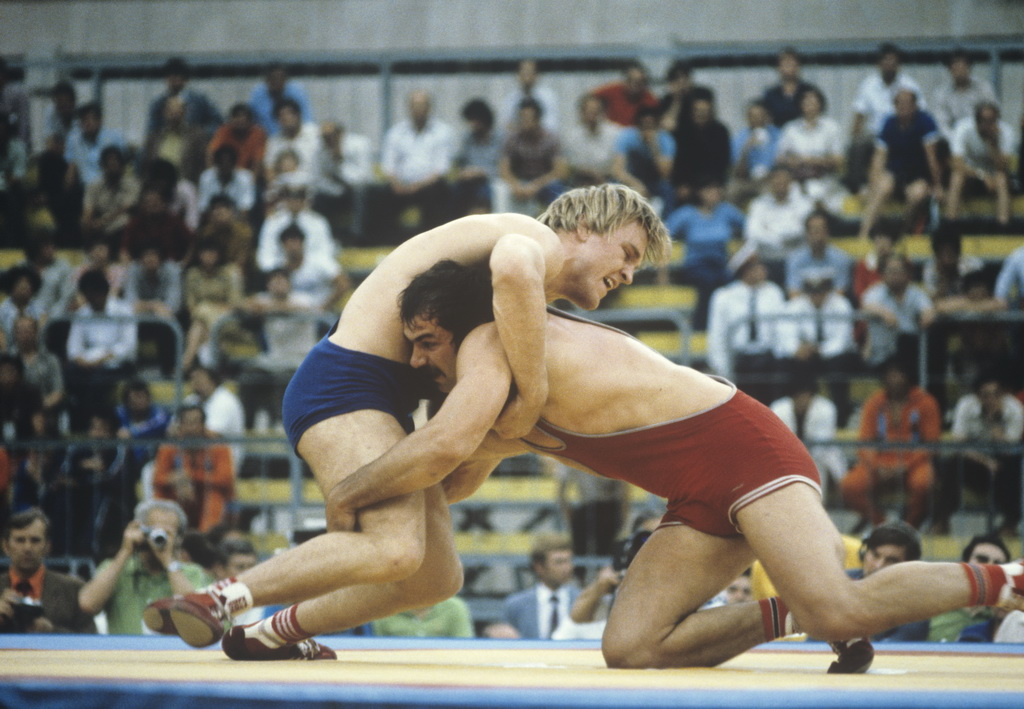
Ilija Mate (in rosso) e Július Strnisko (in blu). RIAN photo.

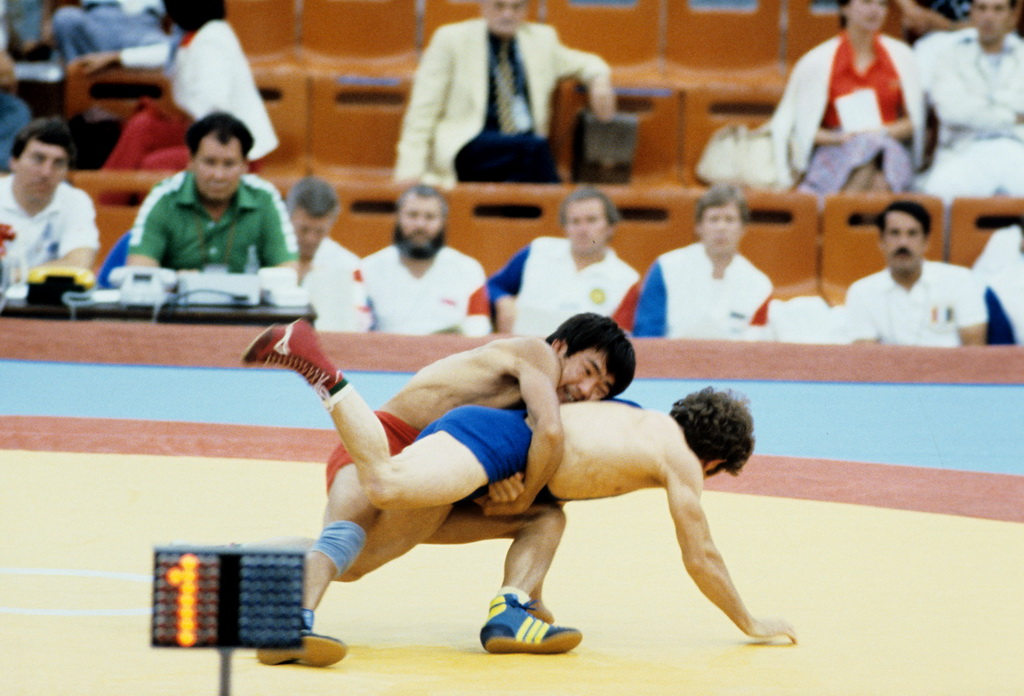
Zhaksylyk Ushkempirov (in rosso) e Pavel Hristov (in blu). RIAN photo.

| Pos.   | Paese            | Oro | Argento | Bronzo | Totale |
| ------ | ---------------- | --- | ------- | ------ | ------ |
| 1      | Unione Sovietica | 12  | 3       | 2      | 17     |
| 2      | Bulgaria         | 3   | 4       | 3      | 10     |
| 3      | Ungheria         | 2   | 3       | 2      | 7      |
| 4      | Romania          | 1   | 1       | 2      | 4      |
| 5      | Grecia           | 1   | 0       | 1      | 2      |
| 6      | Italia           | 1   | 0       | 0      | 1      |
| 7      | Polonia          | 0   | 5       | 2      | 7      |
| 8      | Corea del Nord   | 0   | 2       | 0      | 2      |
| 9      | Mongolia         | 0   | 1       | 1      | 2      |
| 10     | Germania Est     | 0   | 1       | 0      | 1      |
| 11     | Cecoslovacchia   | 0   | 0       | 2      | 2      |
| 11     | Svezia           | 0   | 0       | 2      | 1      |
| 13     | Finlandia        | 0   | 0       | 1      | 1      |
| 13     | Libano           | 0   | 0       | 1      | 1      |
| 13     | Jugoslavia       | 0   | 0       | 1      | 1      |
| Totale | Totale           | 20  | 20      | 20     | 60     |